# Teleorhinus floridanus
Teleorhinus floridanus är en insektsart som beskrevs av Willis Blatchley 1926. Teleorhinus floridanus ingår i släktet Teleorhinus och familjen ängsskinnbaggar. Inga underarter finns listade i Catalogue of Life.